# 니샤푸르

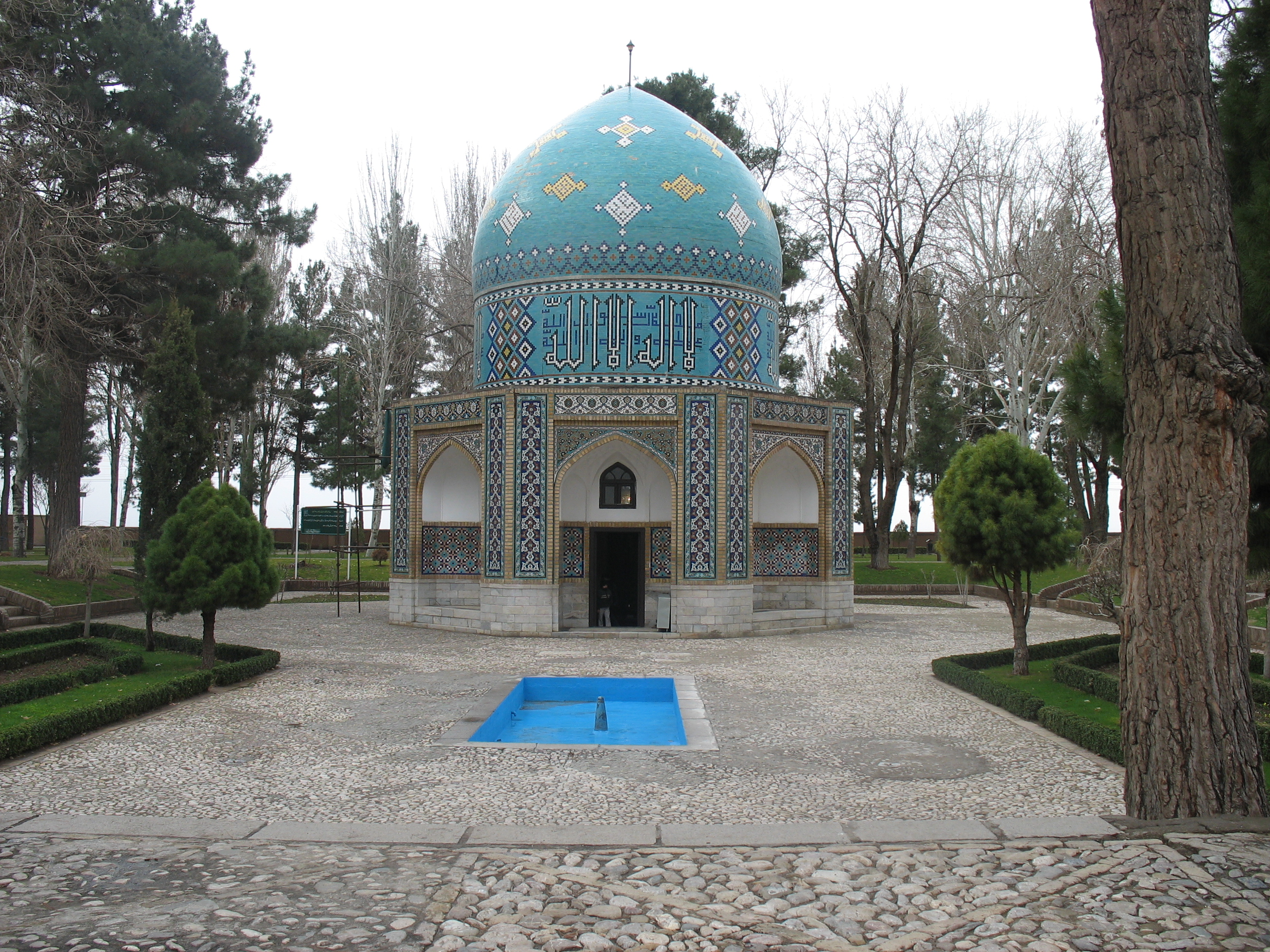
니샤푸르에 있는 파리두딘 아타르 영묘

니샤푸르(페르시아어: نیشابور)는 이란 북동부 호라산에라자비주의 도시로, 비날루드 산 기슭에 위치하며 마슈하드(호라산에라자비 주의 주도)와 가깝다. 인구는 270,972명(2006년 기준)이다.
곡물과 목화 재배가 많으며 호라산 지방에서 두 번째로 큰 산업 도시이지만 아프가니스탄 인근 지대에서 마약 밀매가 성행하기 때문에 황폐해진 곳도 많다. 지진 활동이 활발한 지대에 위치하며 1986년과 1997년 이 곳에서 지진이 발생해 큰 피해를 입었다. 12세기 페르시아의 시인인 파리두딘 아타르의 영묘가 이 곳에 있다.

## 같이 보기
- 호라산
- 메르브
- 헤라트
- 발흐
- 사마르칸트
- 부하라
- 오마르 하이얌
- 파리두딘 아타르
- 셀주크 제국